# Galtara basifurca
Galtara basifurca là một loài bướm đêm thuộc phân họ Arctiinae, họ Erebidae.